# Тальвег

Тальвег

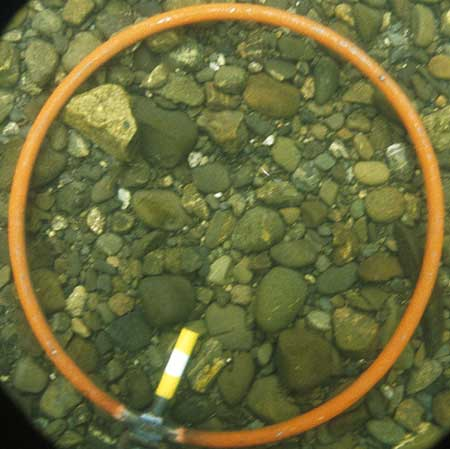
Донні наноси у тальвегу річки Кемпбелл-Крік на Алясці.

Та́львег (нім. Talweg, від Tal «долина» і Weg «дорога»; буквально — «долина дороги», «долина шляху») — лінія, що з'єднує найнижчі (найглибші) точки дна річки, долини, яру, балки та інших витягнутих форм рельєфу.  Тальвег майже завжди є лінією найшвидшої течії в будь-якій річці. На плані він зазвичай являє собою відносно пряму або звивисту лінію.
У ширшому значенні тальвег — дно долини.

## Інтернет-ресурси
- USGS: Stream Modeling website